# Florencia Bericio
María Florencia „Flor“ Bericio (* 21. September 1989 in Villa Soldati) ist eine argentinische Handballspielerin. In der Disziplin Beachhandball ist sie argentinische Nationalspielerin und seit 2017 Stammtorhüterin des Nationalteams.

## Ausbildung und Hallenhandball
Bericio besuchte bis 2007 die Schule Instituto Cristo Obrero und studierte anschließend Sport. Mittlerweile ist sie Sportlehrerin und war unter anderem bei der Stadt Buenos Aires angestellt. Sie spielt in der Halle für die Mannschaft des Instituto Superior de Educación Física N° 02 „Prof. Federico Williams Dickens“ („Dickens Handball“).

## Beachhandball
Bericio gab ihr Nationalmannschaftsdebüt bei einem internationalen Turnier gleich beim höchstmöglichen Turnier in der Sportart, den World Games in Breslau. Sie ersetzte hier Yamila Uichaques, die bei den Turnieren des Vorjahres Stammtorhüterin war. Traditionell setzt der argentinische Nationaltrainer Salvador Comparone bei den Turnieren nur auf eine, und nicht wie viele andere Trainer auf zwei Torhüterinnen. In Polen konnte Bericio mit ihren Argentinierinnen gleich in ihrem ersten Turnier den bis dahin größten Erfolg für ihr Land im Handball überhaupt erreichen. Nach einer eher schwachen Vorrunde mit nur einem Sieg über Tunesien und zwei Niederlagen gegen Norwegen und Spanien konnte Argentinien mit zwei Siegen im Shootout über Australien und Norwegen das Finale gegen den Erzrivalen aus Brasilien erreichen, das aber klar verloren wurde. Die Silbermedaille war dennoch ein immenser Erfolg, der dem Sport im Land großen Auftrieb gab. 2018 brachte die letztmalige Austragung der Panamerika-Meisterschaften. Für einen Teil der langjährigen Spielerinnen der Nationalmannschaft sollte es das letzte Turnier werden, Argentinien befand sich in einer Umbruchphase. Dementsprechend schwach verlief das Turnier, bei dem nur ein fünfter Rang belegt wurde. Dennoch war das Jahr für Argentinien durch den Gewinn einer ersten Beachhandball-Goldmedaille auf Weltebene bei den Olympischen Jugendspielen in Buenos Aires ein voller Erfolg. In das Ziel Gold wurde in den Jahren zuvor viel Energie gesteckt, was sich in den folgenden Jahren auch in der A-Nationalmannschaft bemerkbar machen sollte.

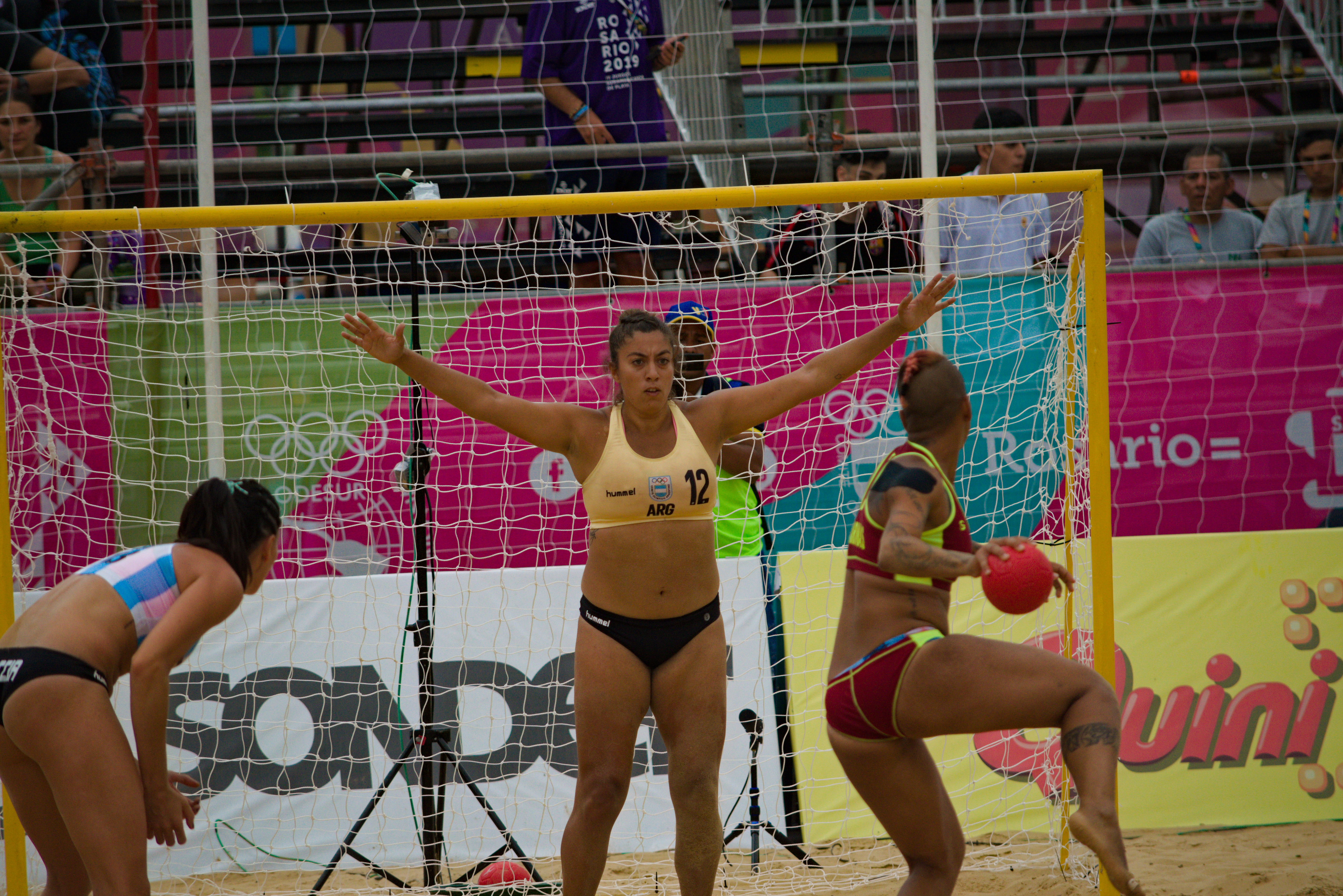
Bericio erwartet einen Strafwurf im Halbfinalspiel gegen Venezuela

Nur wenige Monate nach dem olympischen Erfolg fanden in Rosario, also wieder vor argentinischem Publikum, die South-American Beach Games 2019 an. Mit Caterina Benedetti, Gisella Bonomi, Fiorella Corimberto, Carolina Ponce und Zoe Turnes bestand die Hälfte der Mannschaft nun aus Spielerinnen, die in Buenos Aires Gold gewonnen hatten. Bericio konnte nicht nur ihren Stammplatz im Tor behaupten und mit ihren Argentinierinnen nicht nur das Finale gegen ihre Dauerrivalen aus Brasilien erreichen, sondern diese auch erstmals in einem Finale schlagen konnten. Es war zudem der erste Titel der A-Nationalmannschaft. Es folgten die Süd- und Mittelamerikameisterschaften in Maricá, wo sich das Verhältnis im Finale wieder umkehrte und Brasilien obsiegte. Weniger erfolgreich verliefen die ersten World Beach Games in Doha. Bericio konnte zunächst gut mit ihrer Mannschaft in das Turnier starten und unterlag in der Vorrunde einzig den Brasilianerinnen, die Europameisterinnen und späteren Siegerinnen aus Dänemark sowie die EM-Dritten aus Ungarn konnten geschlagen werden. Im Viertelfinale unterlag Argentinien aber der Überraschungsmannschaft aus Vietnam. Nach einem Sieg über die amtierenden Weltmeisterinnen aus Griechenland und einer Niederlage im letzten Platzierungsspiel gegen Polen beendete Argentinien das Turnier auf Rang sechs.

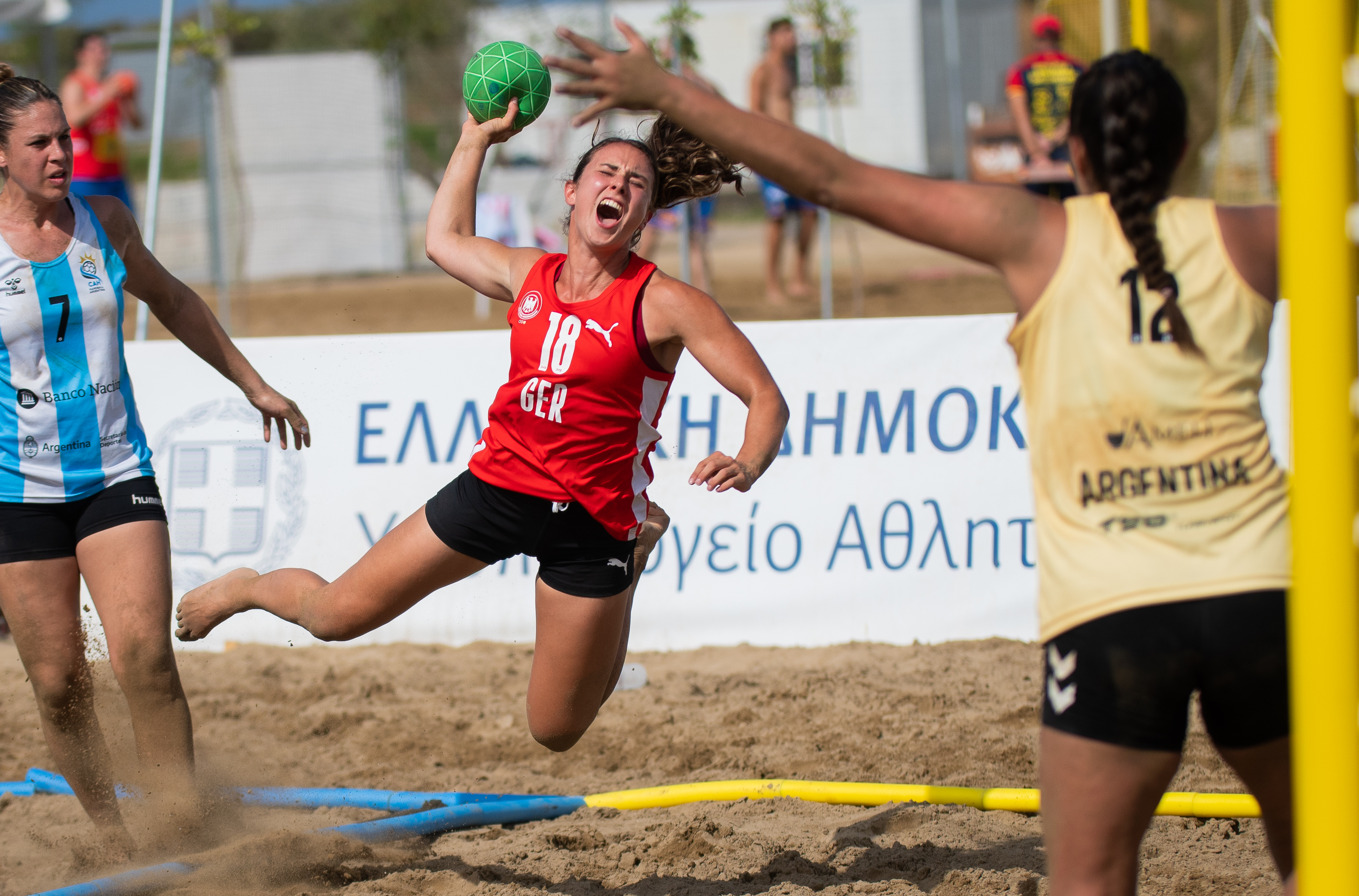
Sarah Irmler beim Wurf auf das von Bericio (gelb) gehütete Tor im Hauptrundenspiel gegen Deutschland der WM 2022; links Gisela Thurmann

Nach längerer Pause aufgrund der COVID-19-Pandemie fand im April 2022 erstmals wieder ein internationales Turnier in Südamerika statt. Es sollte der bis dahin größte argentinische Erfolg auf kontinentaler Ebene werden. Obwohl in der Vorrunde gegen Uruguays und Brasilien jeweils im Shootout verloren wurde, konnte sich Argentinien mit drei Siegen aus fünf Spielen problemlos als drittplatzierte Mannschaft für das Halbfinale qualifizieren. Dort wurde Uruguay in einem eng umkämpften Spiel in zwei Sätzen geschlagen und das Finale gegen die langjährigen Rivalinnen aus Brasilien erreicht. Gegen den Angstgegner wurde der erste Satz deutlich mit 10:15 verloren, der zweite Satz knapp mit 17:16 gewonnen und damit der Shootout um den Sieg erreicht. Den dritten Durchgang gewann Argentinien nach einem langen Kampf mit 11:10 und gewann nach dem Titel bei den Südamerikanischen Beachgames 2019 erstmals auch den Meistertitel auf kontinentaler Ebene. Mirotta wurde als beste Spielerin des Turniers ausgezeichnet. Erstmals konnte Argentinien damit in Brasilien gewinnen und damit die Vormachtstellung in Südamerika übernehmen. Der zweite internationale Titelgewinn für Argentinien war zugleich der erste für Bericio. Die Qualifikation für die Weltmeisterschaften in Iraklio, Kreta war damit ebenso geschafft wie für die World Games in Birmingham (Alabama). Bei den Weltmeisterschaften belegte Argentinien ohne sie erneut den siebten Platz, mit dem Argentinien nicht wirklich zufrieden war. Besser lief es für Bericio und ihre Mannschaft in den USA. In Alabama erreichte Argentinien wie schon fünf Jahre zuvor das Halbfinale, verlor dieses aber gegen Norwegen. Das Spiel gegen die Vereinigten Staaten um die Bronzemedaille wurde gewonnen. Damit ist Bericio neben ihren Mannschaftskameradinnen Celeste Meccia, Agustina Mirotta, Luciana Scordamaglia und Ivana Eliges sowie ihren norwegischen Halbfinalgegnerinnen Elisabeth Hammerstad und Martine Welfler die einzige nicht-brasilianische Beachhandballerin, die zwei Medaillen bei den World Games gewinnen konnte. Zudem wurde sie in das All-Star-Team des Turniers berufen.

## Erfolge

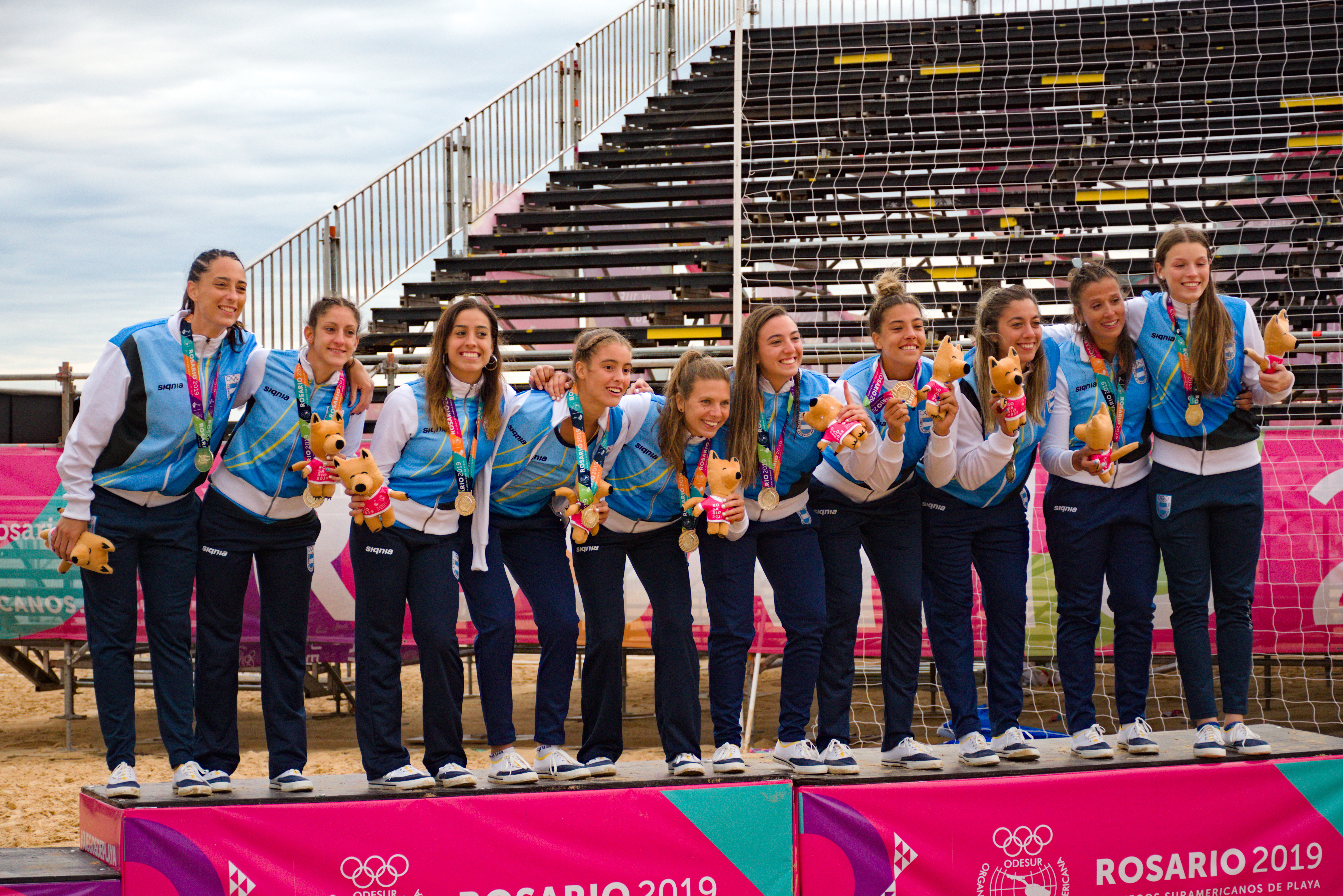
Siegerehrung bei den South American Beach Games 2019

| World Games - 2017: - 2022: World Beach Games - 2019: 6. Beachhandball-Weltmeisterschaften - 2022: 7. | South American Beach Games - 2019: Panamerika-Meisterschaften - 2018: 5. Süd- und Mittelamerika-Meisterschaften - 2019: - 2022: |